# Veronica sublobata
Veronica sublobata är en grobladsväxtart som beskrevs av M. Fischer. Veronica sublobata ingår i släktet veronikor, och familjen grobladsväxter. Inga underarter finns listade i Catalogue of Life.

## Bildgalleri

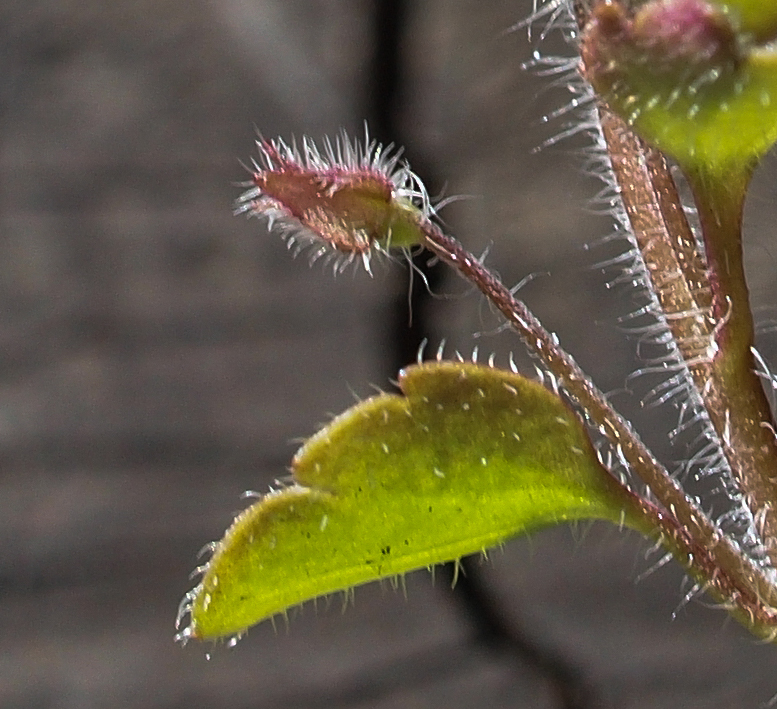